# Comdor
Un comdor (del llatí medieval comitore), i dins la jerarquia feudal, era aquell que, com a company del comte, estava per sota del vescomte, però per sobre del varvassor.